# Rudy Lewis
Rudy Lewis, nome d'arte di Charles Rudolph Harrell (Filadelfia, 23 agosto 1936 – New York, 20 maggio 1964), è stato un cantante statunitense di rhythm and blues, conosciuto per la sua breve ma significativa militanza nel gruppo musicale The Drifters. Morto prematuramente nel 1964, nel 1988 il suo nome fu ammesso tra quelli dei grandi musicisti della Rock and Roll Hall of Fame.

## Carriera
Lewis iniziò la carriera come cantante di gospel; fu uno degli unici due maschi ad aver cantato nelle Clara Ward Singers, gruppo con cui rimase fino a quando nel 1960 fece il provino per The Drifters a Philadelphia con George Treadwell, il manager della band. Ne divenne subito la voce solista prendendo il posto del famoso Ben E. King, esibendosi nel repertorio di quest'ultimo nei concerti.
Portò i Drifters ai primi posti nelle classifiche delle vendite cantando nei brani Please Stay, un brano di Burt Bacharach, Some Kind of Wonderful, Up on the Roof e On Broadway. Altri brani importanti furono Another Night With The Boys, Beautiful Music, Jackpot, Let the Music Play, Loneliness or Happiness, Mexican Divorce, Only in America, Rat Race, She Never Talked to Me That Way, Somebody New Dancing with You, Stranger on the Shore, Vaya Con Dios e What To Do.
L'unico disco a lui accreditato fu il singolo Baby I Dig Love/I've Loved You So Long, registrato nell'aprile del 1963 e pubblicato il mese dopo, che non riuscì a entrare nelle classifiche di vendita. Fece parte dei Drifters dalla fine del 1960 fino alla morte, avvenuta nel 1964 ad Harlem, popolare quartiere di New York.

## Morte
Lewis morì il 21 maggio 1964, quando il gruppo stava per registrare Under the Boardwalk, che era stato scritto appositamente per la sua voce. Fu trovato morto in una stanza di albergo ad Harlem. Al suo posto fece ritorno nei Drifters Johnny Moore, che ne era stato la voce solista negli anni cinquanta. Il giorno dopo aver inciso Under the Boardwalk, i Drifters registrarono con Charlie Thomas I Don't Want to Go on Without You, dedicata a Lewis.
L'autopsia non fu eseguita e le autorità certificarono la causa della morte per overdose. Amici e familiari ipotizzarono che la morte fosse dovuta ad overdose, asfissia e attacco cardiaco. La morte a soli 27 anni pone Lewis tra i membri del Club 27, che comprende i molti artisti deceduti a tale età.

## Discografia

### Singolo
- 1963 - Baby I Dig Love/I've Loved You So Long